# Virgilijus Vladislovas Bulovas

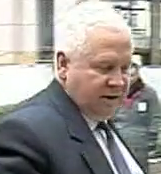
Virgilijus Vladislovas Bulovas (2004)

Virgilijus Vladislovas Bulovas (* 6. November 1939 in Kaunas; † 19. Februar 2024 ebenda) war ein litauischer Elektroingenieur, Politiker und Diplomat.

## Leben
Nach dem Abitur 1955 am „Aušros“-Jungengymnasium Kaunas absolvierte Bulovas 1960 ein Diplomstudium am Kauno politechnikos institutas (KPI) mit Abschluss als Ingenieur der Elektrotechnik und Promotion 1975. 1958 war er Röntgentechniker, ab 1960 Assistent am KPI, ab 1962 Oberhochschullehrer, 1968 Prodekan, von 1976 bis 1987 Dozent und 1987 Dekan einer Fakultät.
Von 1992 bis 1996 war er Mitglied des Seimas, 1996 und von 2003 bis 2004 litauischer Innenminister. 1997 war er Mitglied im Stadtrat Kaunas (Liste der LDDP). Von 1997 bis 2001 war er Botschafter in Kasachstan, 2001 Vizeminister für Inneres.